# Amico (album Dik Dik)
Amico è il quinto album in studio del gruppo musicale italiano Dik Dik, pubblicato dall'etichetta discografica D%K e distribuito dalla Ri-Fi nel 1978.
L'album è prodotto da Maurizio Vandelli sotto lo pseudonimo VAM.

## Tracce

### LP (1978, D%K, ST 47002)
Lato A
1. Io, te, l'infinito – 3:35 (Joe Vescovi, Sbrigo)
2. Walking in the Sunshine – 3:00 (Joe Vescovi)
3. Flowers, Freedom and Love – 4:10 (Pietruccio Montalbetti, Erminio Salvaderi, Sbrigo)
4. Un giorno cent'anni – 4:35 (Roberto Soffici, Dante Pieretti, Ermanno Capelli)
5. Ossessioni – 2:30 (Roberto Carlotto, Sbrigo, Erminio Salvaderi)

Durata totale: 17:50
Lato B
1. Un'estate intera – 3:19 (Guido Maria Ferilli, Andrea Lo Vecchio)
2. È amore – 4:10 (Sbrigo, Erminio Salvaderi)
3. Ultima estate – 4:20 (Riccardo Zara)
4. Amico – 3:48 (Gianni Belfiore, Rafael PérezBotija)
5. Senza di te – 3:46 (Paolo Ferrara)

Durata totale: 19:23

## Formazione

### Gruppo
- Pietruccio Montalbetti - voce, chitarra, basso
- Erminio Salvaderi - voce, chitarra
- Giancarlo Sbriziolo - voce, basso
- Joe Vescovi - voce, tastiere
- Nunzio Favia - batteria, percussioni